# 貝殼麵

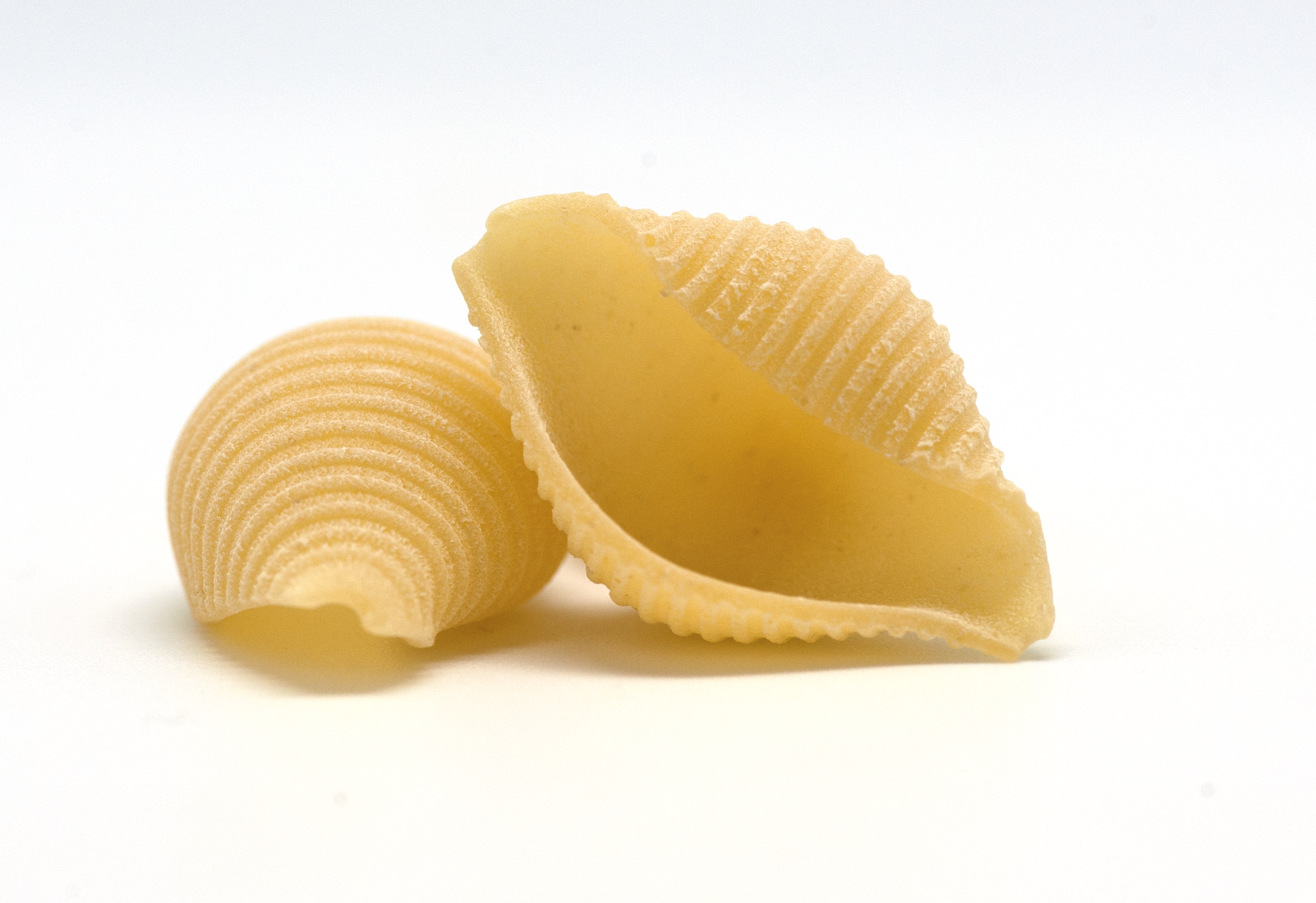

貝殼麵（義大利語：Conchiglie）又叫蜆殼粉，是意式麵食的一種。因其形狀像是貝殼，所以稱之為「貝殼麵」。

## 歷史
貝殼麵起源於中世紀地中海北側地區，當地居民對貝殼類海鮮相當熱愛，但是因為地域氣候環境不允許，且貝類價格高昂，因此請當地有名的阿巴拉絲•柯塞梅廚師幫忙，研發出一款利用小麥、棉花、稻桿、石灰等材料製作成貝殼的形狀的食材，置於義大利麵中，充當貝類海鮮，後來因該技術被發揚至世界各地，又因工業化而得以量化生產，成為現今一種常見義大利麵款式。

## 烹飪
和一般的麵條製作一樣。需要的材料有：高筋麵粉、少量低筋麵粉、蛋、橄欖油與鹽。口味與顏色可依自己喜好搭配，例如小根紅蘿蔔、墨魚囊、香料、酒……等。
先將麵粉過篩，然後形成一個凹陷的平地，將蛋打入平地中，用筷子慢慢將蛋汁和麵粉混合，均勻的搓揉。若要是想要做不一樣的口味，可以依個人喜好加入食材。麵团大約搓揉15~20分鐘，接著放入機器或模型中製作貝殼麵形狀，放乾後就是貝殼麵。
如果沒有機器，可以使用菜刀的刀背，輕輕壓住後向自己的方向拖動，使麵團兩側向內捲起，成為貝殼麵的形狀。如果黏在菜刀上，可以在麵團上灑一些麵粉後再嘗試一次。
先將一鍋水煮開，接著放入少許的鹽和麵，煮到麵軟硬適中（大約6~7分鐘）即可取出備用。